# La casa de la colina negra
La casa de la Colina Negra es una novela de José Antonio Cotrina publicada en 2006 por la editorial Alfaguara en su sección juvenil. Fue reeditada en 2009 dentro de la Serie Roja de la misma editorial. La casa de la Colina Negra está enclavada dentro del universo “Entre líneas”, en el cual el autor desarrolla varias de sus novelas como Las fuentes perdidas y La canción secreta del mundo. La novela está descatalogada, pero es fácil encontrarla en librerías físicas y virtuales

## Resumen
La casa de la Colina Negra es la única casa encantada que no está en contacto con el reino mágico. Y no lo está para proteger a sus habitantes, a la familia de Víctor, que se esconden en ella para no resucitar la Magia Muerta, que a tan nefastas guerras dio lugar en el pasado. Muchas criaturas del inframundo están interesadas en que la Magia Muerta reviva y para ello hace falta la sangre de un mestizo, y Víctor lo es, pues es hijo de hada y mago. Cuando el fantasma de una chica recientemente asesinada burla la protección de la casa y se refugia en ella, Víctor y su familia serán descubiertos.
El tiempo del terror, el tiempo de las pesadillas, está llamando a la puerta.

## Personajes
El protagonista de la historia es Víctor, un joven de quince años que vive junto a su familia en una casa encantada. Ha vivido la totalidad de su vida en ese lugar y para él la magia es algo del todo natural, para él que las habitaciones cambien de apariencia o que los fantasmas se paseen libremente por su hogar es tan aceptable como para nosotros el hecho de que al abrir la nevera se encienda la luz de dentro.
La familia de Víctor también es bastante singular, en la primera parte de la obra conoceremos a sus padres: a Eduardo, un hechicero que ha abandonado prácticamente la magia y a Diana, un hada guerrera. La madre de Víctor está muy alejada de cualquier imagen preconcebida que tengamos sobre lo que es un hada, no tiene nada que ver con homúnculos voladores. Es en apariencia humana y aunque fue muy belicosa en el pasado, ahora su carácter se ha suavizado bastante. Los tres llevan quince años viviendo en la casa de la Colina Negra. La vida de Víctor fuera de la casa es la normal de un chico de su edad, asiste al colegio en una localidad cercana, tiene sus amigos y sabe que no es conveniente hablar de la naturaleza mágica del lugar donde vive.
Lo que ignora es que tanto él como sus padres son unos exiliados forzosos. La casa no es solo su hogar, es un refugio. Sus padres llevan escondiéndose allí desde el mismo instante en que Víctor nació. Es la única manera que tienen de mantenerlo a salvo.
Porque son muchos los que van tras él. Ser hijo de un hada y un humano lo convierte en un mestizo, alguien muy especial. Su sangre es el ingrediente principal de la hechicería más destructiva que se conoce: la Magia Muerta, un arte extinto que en el pasado estuvo a punto de provocar la destrucción del mundo. Unos buscan a Víctor para resucitar la Magia Muerta, otros quieren encontrarlo para matarlo e impedir precisamente eso.

## Curiosidades
Según Jóse Antonio Cotrina la idea original de La casa de la Colina Negra provino de un sueño que tuvo. En él vivía en una casa muy similar a la que aparece en el libro, una casa encantada y delirante, llena de fantasmas y criaturas extrañas. Había un tiburón en la piscina, un hombre lobo que tenía la fea costumbre de comerse a los vecinos de un pueblo cercano, cosas correteando por las paredes y, encajados en la chimenea de la casa, estaban el esqueleto de Papa Noel, los de los renos y su trineo. 
Sus otros referentes fueron la serie de televisión La familia Monster y algunos relatos de Ray Bradbury sobre los pintorescos habitantes de cierta mansión que aparecían de cuando en cuando en sus antologías y que acabaron recopilados todos en su libro De las cenizas volverás.
La casa de la Colina Negra está pendiente de continuación, aunque una de las tramas del libro queda cerrada, otra queda completamente abierta. El título provisional de la segunda parte de La casa de la Colina Negra es La Magia Muerta.